# Tunasjön, Småland
Tunasjön är en sjö i Vimmerby kommun i Småland och ingår i Marströmmens huvudavrinningsområde. Sjön är 23 meter djup, har en yta på 1,05 kvadratkilometer och befinner sig 86 meter över havet. Sjön avvattnas av vattendraget Marströmmen (Bodaån). Vid provfiske har bland annat abborre, björkna, gädda och löja fångats i sjön.

## Delavrinningsområde
Tunasjön ingår i det delavrinningsområde (638349-151926) som SMHI kallar för Utloppet av Tunasjön. Medelhöjden är 107 meter över havet och ytan är 19,12 kvadratkilometer. Räknas de 5 avrinningsområdena uppströms in blir den ackumulerade arean 97,69 kvadratkilometer. Avrinningsområdets utflöde Marströmmen (Bodaån) mynnar i havet. Avrinningsområdet består mestadels av skog (65 %) och jordbruk (18 %). Avrinningsområdet har 1,04 kvadratkilometer vattenytor vilket ger det en sjöprocent på 5,5 %. Bebyggelsen i området täcker en yta av 0,33 kvadratkilometer eller 2 % av avrinningsområdet.

## Fisk
Vid provfiske har följande fisk fångats i sjön:
- Abborre
- Björkna
- Gädda
- Löja
- Mört
- Sarv
- Siklöja
- Sutare